# NGC 6706
NGC 6706 (другие обозначения — PGC 62596, ESO 104-24) — галактика в созвездии Павлин.
Этот объект входит в число перечисленных в оригинальной редакции «Нового общего каталога».